# Louis-François Robin
Louis-François Robin (né à Bracquemont le 16 octobre 1789, mort à Bayeux le 29 décembre 1855), ecclésiastique, fut évêque de Bayeux  de 1836 à 1855 et le premier évêque du diocèse de Bayeux et Lisieux.

## Biographie
Louis-François Rolin nait à Bracquemont près de Dieppe dans l'actuel département de la Seine-Maritime.
Il est le fils de Jean-François Robin « maitre de bateau » et de son épouse Anne Frechon. Il entre au séminaire de Rouen en 1805. Ordonné prêtre il est nommé vicaire de Notre-Dame du Havre fonction qu'il exerce de 1815 à 1826 avant de devenir le curé de la paroisse. Il est nommé évêque de Bayeux en 1836, Il favorise la fondation du Carmel de Lisieux en 1838, et est particulièrement attentif à l’installation des sœurs. il devint le premier évêque du nouveau diocèse de « Bayeux et Lisieux » en juin 1855. Il est frappé de paralysie au cours de l'été à Lisieux et meurt à Bayeux à la fin de la même année. Il est inhumé dans la crypte sous le chœur de la Cathédrale de Bayeux.

## Distinction
- Chevalier de la Légion d'honneur (2 mai 1839)[2]